# Xystrota erythrata
Xystrota erythrata är en fjärilsart som beskrevs av George Duryea Hulst 1880. Xystrota erythrata ingår i släktet Xystrota och familjen mätare. Inga underarter finns listade i Catalogue of Life.